# تجمع بدو حراجة امصفراء (الوضيع)

تعديل مصدري - تعديل

تجمع بدو حراجة امصفراء هو "تجمع بدوي" في عزلة  الوضيع بمديرية الوضيع التابعة لمحافظة أبين، بلغ تعداد سكانها 26 نسمة حسب تعداد اليمن لعام 2004.